# Frieda Dänzer
Frieda Brunner-Dänzer geborene Dänzer (* 16. November 1930 in Adelboden; † 21. Januar 2015) war eine Schweizer Skirennfahrerin. Die fünffache Schweizer Meisterin war in der zweiten Hälfte der 1950er Jahre eine der besten Fahrerinnen der Welt.

## Biografie
Dänzer wurde als eines von acht Kindern einer Bergbauernfamilie aus dem Berner Oberland geboren. Mit dem Skisport kam sie früh in Berührung, da im Winter ein Teil ihres Schulweges nur auf Skiern zu bewältigen war.
In den 1950er Jahren entwickelte sich Dänzer zu einer der erfolgreichsten Skifahrerinnen der Schweiz. Der Start ihrer sportlichen Karriere war jedoch mit einigen Hürden bestückt. Im Januar 1950 zog sie sich bei einem Sturz einen komplizierten Bruch des rechten Schien- und Wadenbeins zu, der sie ein halbes Jahr ausser Gefecht setzte. Nach ihrer Wiedergenesung schaffte Dänzer zwar wieder den Anschluss an die Schweizer Nationalmannschaft. 1954 wurde sie jedoch nicht mit zu den Weltmeisterschaften in Åre genommen, obwohl sie kurz zuvor auf dem Lauberhorn in Wengen  Schweizer Meisterin in der Abfahrt geworden war.
In den folgenden Jahren gelangen ihr aber doch noch grosse internationale Erfolge. Bei den Olympischen Winterspielen 1956 in Cortina d’Ampezzo errang sie in der Abfahrt hinter ihrer Teamkollegin Madeleine Berthod die Silbermedaille. Eine weitere Silbermedaille holte sie in der Kombinationswertung, für die vom Internationalen Skiverband jedoch nur WM-Medaillen vergeben wurden. Zwei Jahre später wurde sie dann zum Star der Frauenrennen bei den Skiweltmeisterschaften 1958 in Bad Gastein. In drei der vier Wettbewerbe holte sie eine Medaille, in der Alpinen Kombination wurde sie Weltmeisterin. Vier Wochen vor dieser WM hatte sie bei den SDS-Rennen in Grindelwald den Riesenslalom gewonnen.
Mit ihrem Ehemann Alfred Brunner lebte sie bis zu ihrem Tod in Brunnen SZ.